# 彰化縣田中鎮三潭國民小學
彰化縣田中鎮三潭國民小學（英語：San-Tan Elementary School，縮寫STES），簡稱三潭國小，位於台灣彰化縣田中鎮的一所縣立國民小學，學區範圍包括頂潭、中潭、龍潭三里，因而以「三潭」為名。

## 校史
1941年4月，田中國民學校在三潭地區分設「田中北國民學校」。1945年二戰後，全台行政區域改制，「田中北國民學校」改為「田中第三國民學校」。1950年10月，田中第三國民學校遷至民光路，三潭原址改設「田中國民學校北路分班」。1955年9月14日，田中國民學校北路分班升格為「田中國民學校三潭分校」，籌備主任陳新曲。
1956年2月1日，由田中國民學校三潭分校獨立，定名為「三潭國民學校」，校址為北路里員集路現地，首任校長為孫炳耀。1964年，修建校門，增建教室四間，倉庫、廁所各一間。1977年，興建廚房，提供營養午餐。1996年，教育廳補助設立電腦教室。
2017年11月8日，藝術家校長畫展在彰化地院司法藝廊展出。
2019年6月17日，田中5校畢業生路跑在三潭國小舉辦。
2019年10月12日，彰化縣政府補助210萬元，成立共融遊戲場。
2020年5月20日，三潭國小畢業生盧柏鈞獲總統教育獎。。
2021年10月15日，三潭非營利幼兒園舉行揭牌典禮。

## 歷任校長
以下資料來自《田中鎮志》與彰化學校資料平台：
| 姓名   | 任期       | 備註   |
| ------ | ---------- | ------ |
| 孫炳耀 | 1956-1972  | 第一任 |
| 楊家發 | 1972-1978  | 第二任 |
| 劉金志 | 1978-1988  | 第三任 |
| 呂德雄 | 1988-1995  | 第四任 |
| 魏三郎 | 1995-2003  | 第五任 |
| 吳秀貞 | 2003-2006  | 第六任 |
| 卓樹林 | 2006-2014  | 第七任 |
| 蕭明輝 | 2014-2022  | 第八任 |
| 林素鳳 | 2022- 迄今 | 第九任 |

## 外部連結
- 三潭國小粉絲專頁 （页面存档备份，存于）
- 彰化縣三潭非營利幼兒園 （页面存档备份，存于）